# Adam Smoliński-Zagłoba
Adam Smoliński-Zagłoba (ur. 14 czerwca 1868 w Radzyminie, zm. po 1942) – handlowiec i działacz społeczny.

## Życiorys
Był synem Bronisława i Franciszki z Żukowskich. Ukończył szkołę elementarną w Radzyminie. Uczył się w III gimnazjum rządowym w Warszawie. W 1892 za udział w socjalistycznych kółkach samokształceniowych zesłany administracyjnie do Saratowa nad Wołgą. Tam ukończył szkołę handlową. W czasie pobytu w Saratowie wysyłał korespondencje do prasy warszawskiej na temat Polaków tam mieszkających. W 1894 ożenił się z Józefą z Maszkowskich.
Po uzyskaniu pozwolenia, przeniósł się w 1897 do Petersburga, gdzie pracował w Newskich Zakładach Budowy Okrętów i Parowozów, najpierw jako naczelnik wydziału handlowego, a następnie dyrektor handlowy (1902–1904). Potem od 1904 prowadził własną firmę «Dom Handlowy», zajmującą się sprzedażą chemikaliów i węgla, a także wytwarzaniem produktów suchej destylacji. Firma zatrudniała 500 pracowników, przeważnie Polaków. W latach 1910–1914 wydawał „Dziennik Petersburski”. Uruchomił wówczas drukarnię, w której drukowano także broszury socjalistyczne przeznaczone do kolportażu w Kongresówce. Był znanym kolekcjonerem. Jako człowiek zamożny wspierał wielorakie inicjatywy społeczne m.in. Macierz Szkolną na Śląsku Cieszyńskim oraz warszawskie Towarzystwo Kursów Naukowych.
Szczególną aktywność rozwinął po wybuchu I wojny światowej. Był wówczas współwydawcą petersburskiego „Głosu Polskiego” oraz członkiem prezydium Polskiego Towarzystwa Pomocy Ofiarom Wojny. Organizował pomoc dla uchodźców wojennych przybywających z Królestwa, m.in. pomagając im w zdobyciu pracy. Był członkiem Wszechrosyjskiego Związku Miast i Piotrogrodzkiego Okręgowego Oddziału Pomocy Uchodźcom. Jako prezes Rady Opieki nad Jeńcami w Rosji starał się z powodzeniem o zwalnianie jeńców Polaków z armii austro-węgierskiej i niemieckiej. Brał czynny udział w życiu miejscowej kolonii polskiej, m.in. był współzałożycielem Towarzystwa Popierania Polskiego Teatru Ludowego w Piotrogrodzie. Po śmierci pisarza Henryka Sienkiewicza zorganizował w grudniu 1916 obchód ku jego czci. Od 1917 był członkiem zarządu piotrogrodzkiego Towarzystwa Opieki nad Zabytkami Przeszłości – ratując cenne pamiątki i zbiory polskie przed zniszczeniem.
Podczas wojny polsko-bolszewickiej w r. 1920 był członkiem władz tajnego Polskiego Komitetu Wywiadowczego. Za swą działalność czterokrotnie aresztowany. Po zawarciu traktatu pokojowego w Rydze w 1921 przedłożył polskiemu posłowi w Moskwie Antoniemu Olszewskiemu raport o stanie polskiego mienia kulturalnego w okręgu piotrogrodzkim, a następnie współpracował z Polską Delegacją w Komisji Mieszanej Reewakuacyjnej i Specjalnej. Aresztowany i przetrzymywany w więzieniu (październik – grudzień 1922). Uwolniono go, nakazując zarazem natychmiastowy wyjazd do Polski. Jego firma i drukarnia zostały upaństwowione, a zbiory sztuki częściowo rozgrabione.
Po powrocie do Polski osiadł we Lwowie, Pracował jako administrator miejskich i fundacyjnych realności Lwowa (1924–1925). W 1925 przekazał Muzeum Narodowemu we Lwowie własny zbiór 92 obrazów i 650 innych obiektów zabytkowych. W latach 30. mieszkał w Warszawie, gdzie najprawdopodobniej zmarł po 1942.

## Ordery i odznaczenia[1]
- Krzyż Oficerski Orderu Odrodzenia Polski
- Odznaka Pamiątkowa Więźniów Ideowych
- Odznaka Za Obronę Mienia Polskiego w Rosji